# Hôtel des Taillades
Ne doit pas être confondu avec Taillades.
L' Hôtel des Taillades, ou hôtel de Bassinet, est un bâtiment à Avignon, dans le département de Vaucluse.

## Histoire
L'hôtel a été construit par Pierre-Dominique Bassinet d'Augard. Il avait obtenu en 1705, de la Chambre apostolique, le droit de construire « un arc sur une petite rue qui a environ onze pans de largeur » pour assurer la communication entre les appartements de « la maison qu'il veut faire bastir tant d'un cotté que de l'autre de la dite petite rue » et « sera élevé de l'hauteur d'environ 16 pans, pourvu toutefois que ledit arc n'empesche point la voye et passage dans ladite petite rue aux gens à pied et à cheval et charriots et charettes, mais au contraire qu'il y auroit libre passage comme ils ont présentement ». La maison n'est pas terminée en 1710.
L'abbé Alexandre-Joseph de Bassinet (1733-1813) est né dans cet hôtel. Il a été grand vicaire de Verdun, historien, prédicateur, il a collaboré au Magazine encyclopédique, puis son activité d'agent secret royaliste l'a conduit à la prison du Temple en 1806 d'où il n'est sorti que pour se réfugier dans la maison Sainte-Périne de Chaillot.
L'hôtel a été vendu, en 1771, à Joseph-Marie de Monier, seigneur et baron des Taillades. Les Monier des Taillades ont conservé l'hôtel jusqu'en 1869. Le docteur Monier des Taillades qui exerçait sous le Second Empire vantait les qualités de l' Yrroé, purgatif, vermifuque et dérivatif.

## Protection
La façade sur rue et la voûte du passage de l'hôtel ont été inscrites au titre des monuments historiques le 4 octobre 1932.